# يوجين سيسيرو
يوجين سيسيرو (بالرومانية: Eugen Ciceu)‏ هو عازف جاز وعازف بيانو روماني، ولد في 27 يونيو 1940 في كلوج نابوكا في رومانيا، وتوفي في 5 ديسمبر 1997 في زيورخ في سويسرا.

## وصلات خارجية
- يوجين سيسيرو على موقع IMDb (الإنجليزية)
- يوجين سيسيرو على موقع ميوزك برينز (الإنجليزية)
- يوجين سيسيرو على موقع أول ميوزيك (الإنجليزية)
- يوجين سيسيرو على موقع ديسكوغز (الإنجليزية)
- يوجين سيسيرو على موقع كينوبويسك (الروسية)